# John Moisant

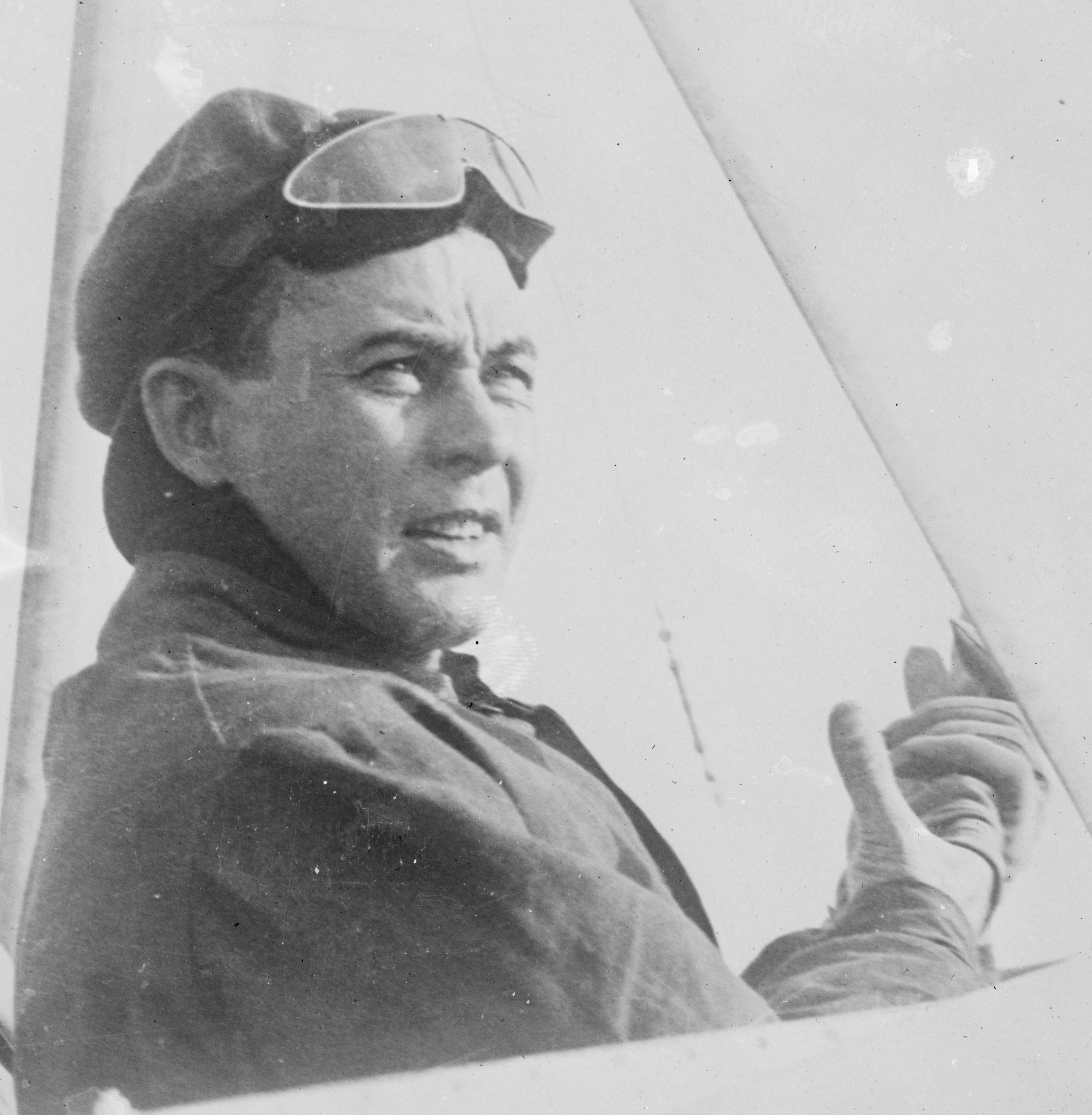
John Moisant

John Bevins Moisant, född 25 april 1868 i Kankakee, Illinois, död 31 december 1910 i Kenner, Louisiana, var en amerikansk flygpionjär. Han var bror till Alfred och Matilde Moisant.
Moisant växte upp i en jordbrukarfamilj med sina rötter från franska delarna av Kanada. Han och hans bröder flyttade till El Salvador 1896 för att slå sig på sockerodling. Han ombads 1909 av president José Santos Zelaya att resa till Frankrike för att för Nicaraguas räkning undersöka utvecklingen av flygkonsten. 
Han besökte den första internationella flygmässan i Reims där han träffade Louis Blériot. De kom överens om att Moisant efter flygveckan skulle åka till Blériots flygskola i Pau för att lära sig flyga. På ovanligt kort tid lärde han sig flyga och han inledde jakten att slå olika flygrekord. Medan han var i Europa konstruerade och byggde han ett av världens första flygplan i metall. 
23 augusti 1910 blev han den första flygare som flög över Engelska kanalen med passagerare. Med ombord på flygplanet var mekanikern Albert Fileux och en katt. Tillsammans med sin bror Alfred bildade han uppvisningsgruppen Moisant International Aviators som genomförde flyguppvisningar runt om i USA. Bröderna startade även flygskolan Moisant School of Aviation på Long Island där senare systern Matilde blev flygelev. Vid Belmont Air Show 30 oktober 1910 i New York flög han runt frihetsgudinnan och återkom till flygfältet 42,75 sekunder före tvåan Claude Grahame-White. Men efter en protest från Grahame-White, som menade att Moisant tjuvstartat, blev han diskvalificerad och prissumman på 10 000 dollar tillföll Grahame-White.
30 december 1910 tävlade han med sitt Blériotflygplan mot en Packard-bil. Båda fordonen skulle ta sig en sträcka på åtta kilometer utanför New Orleans, men trots att flygplanet kunde flyga rakt till målplatsen segrade bilen. Dagen efter startade han från ett stråk i Kenner Louisiana för att träna inför flygtävlingen Michelin Cup. Hans flygplan fångades upp av en vindby och då han inte var fastsatt i flygplanet föll han ur och landade med huvudet före mot marken. Han begravdes vid Valhalla Memorial Park Cemetery i Los Angeles Kalifornien. Kroppen flyttades senare till Portal of Folded Wings Shrine to Aviation.